# Leon Rupnik
Leon Rupnik, também conhecido como Lav Rupnik ou Lev Rupnik (Lokve, 10 de agosto de 1880 – Liubliana, 4 de setembro de 1946) foi um general esloveno no Reino da Iugoslávia que colaborou com as forças de ocupação fascistas italianas e nazistas alemãs durante a Segunda Guerra Mundial. Rupnik serviu como presidente do governo provincial da Província de Liubliana ocupada pelos nazistas de novembro de 1943 ao início de maio de 1945. Entre setembro de 1944 e início de maio de 1945, ele também serviu como inspetor-chefe da Guarda Nacional Eslovena (em esloveno:  Domobranci), uma milícia colaboracionista, embora não tivesse qualquer comando militar até o último mês da guerra.  :97, 295–96

## Carreira
Rupnik nasceu em Lokve, perto de Gorizia,  uma vila no que era então o condado austro-húngaro de Gorizia e Gradisca (agora parte de Nova Gorica, sudoeste da Eslovênia). Soldado de carreira, de 1895 a 1899 estudou na academia militar de infantaria de Trieste  e formou-se como segundo-tenente júnior. Seus estudos continuaram em Viena de 1905 a 1907.  Após a Primeira Guerra Mundial, ele ingressou no Exército Real Iugoslavo em maio de 1919 com o posto de major do estado-maior ativo. A partir de então, subiu na hierarquia, tornando-se tenente-coronel (1923), coronel (1927), brigadeiro-general (1933) e major-general (1937). Quando a Wehrmacht invadiu o Reino da Iugoslávia em 6 de abril de 1941, Rupnik era Chefe do Estado-Maior do 1º Grupo de Exércitos.

## A Linha Rupnik
Depois que o Terceiro Reich e o Reino da Itália formaram a aliança do Eixo, o Reino da Iugoslávia decidiu construir uma linha de fortalezas ao longo das fronteiras para se defender contra possíveis ataques do norte e do oeste. As construções foram realizadas principalmente na fronteira com a Itália, no Drava Banovina. A linha contava inicialmente com 15.000 funcionários, mas o número aumentou para 40.000 em 1941.  Como Rupnik foi responsável pela sua conclusão, a 'Linha Rupnik' tornou-se o nome comum para estas fortificações.
As defesas foram construídas nos modelos da Linha Maginot e da Checoslováquia, adaptadas às condições locais. Após a invasão da Iugoslávia em 6 de abril de 1941, poucos deles estavam prontos e a campanha da Wehrmacht alemã rapidamente tornou a linha obsoleta.

## Colaboracionismo
Após a rápida derrota do Exército Real Iugoslavo, Rupnik foi libertado da prisão militar alemã e transferido para o sul da Eslovênia, anexado pela Itália (conhecida como Província de Liubliana) em 17 de abril de 1941. Em 7 de junho de 1942, aceitou o cargo de presidente do Conselho Provincial de Liubliana, substituindo assim Juro Adlešič como prefeito sob a anexação italiana.  Após o armistício italiano em setembro de 1943, Liubliana foi ocupada pelos alemães. Friedrich Rainer, Gauleiter da Caríntia, nomeou Rupnik como presidente do novo governo provincial, após uma consulta com o bispo católico romano Gregorij Rožman, que concordou com a intenção de Rainer de colocar Rupnik no comando do governo provisório. O Bispo Rožman elogiou muito Rupnik, afirmando que ele era "o homem mais capaz para este cargo administrativo". :95–96

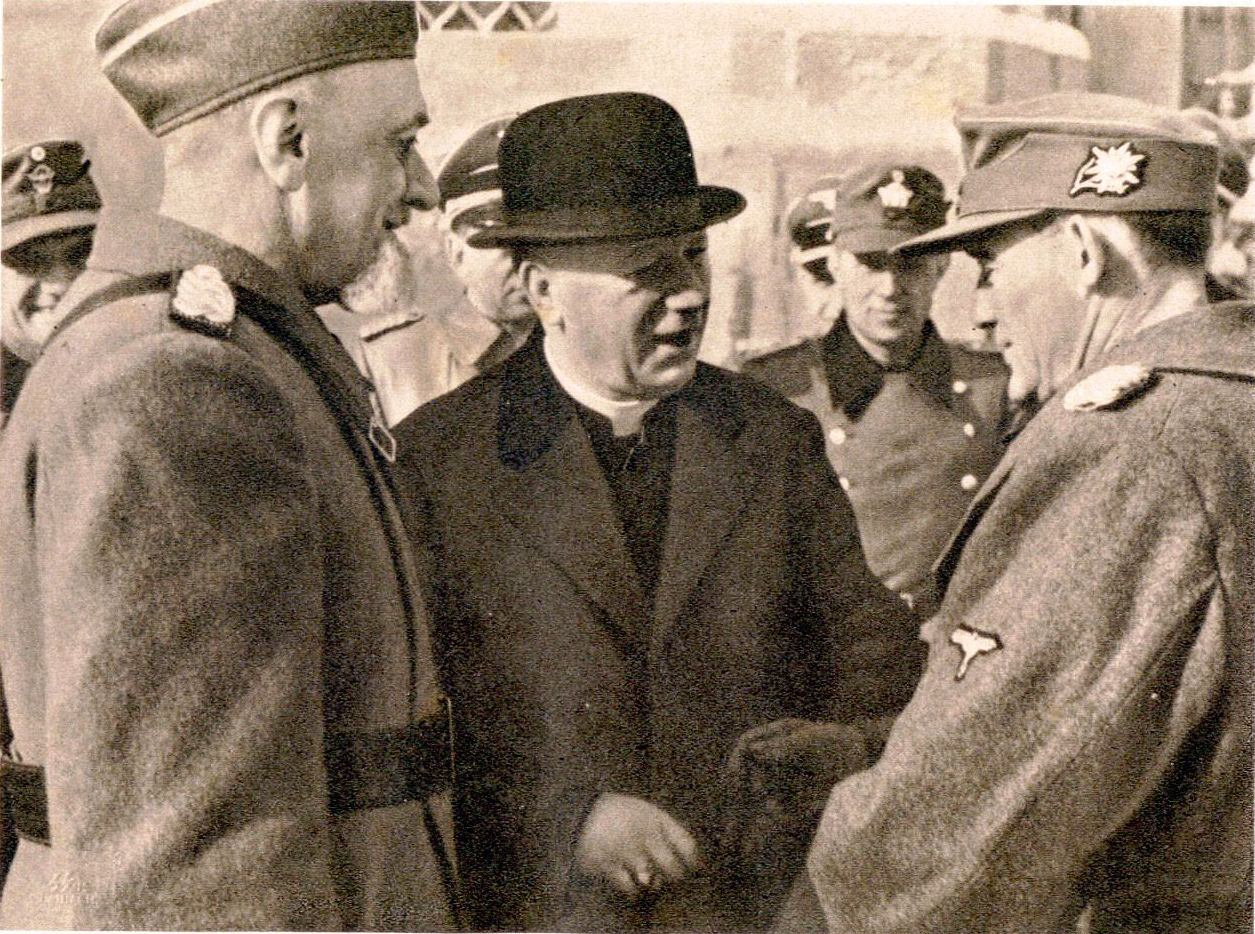
Leon Rupnik, Bispo Gregorij Rožman e General da SS Erwin Rösener

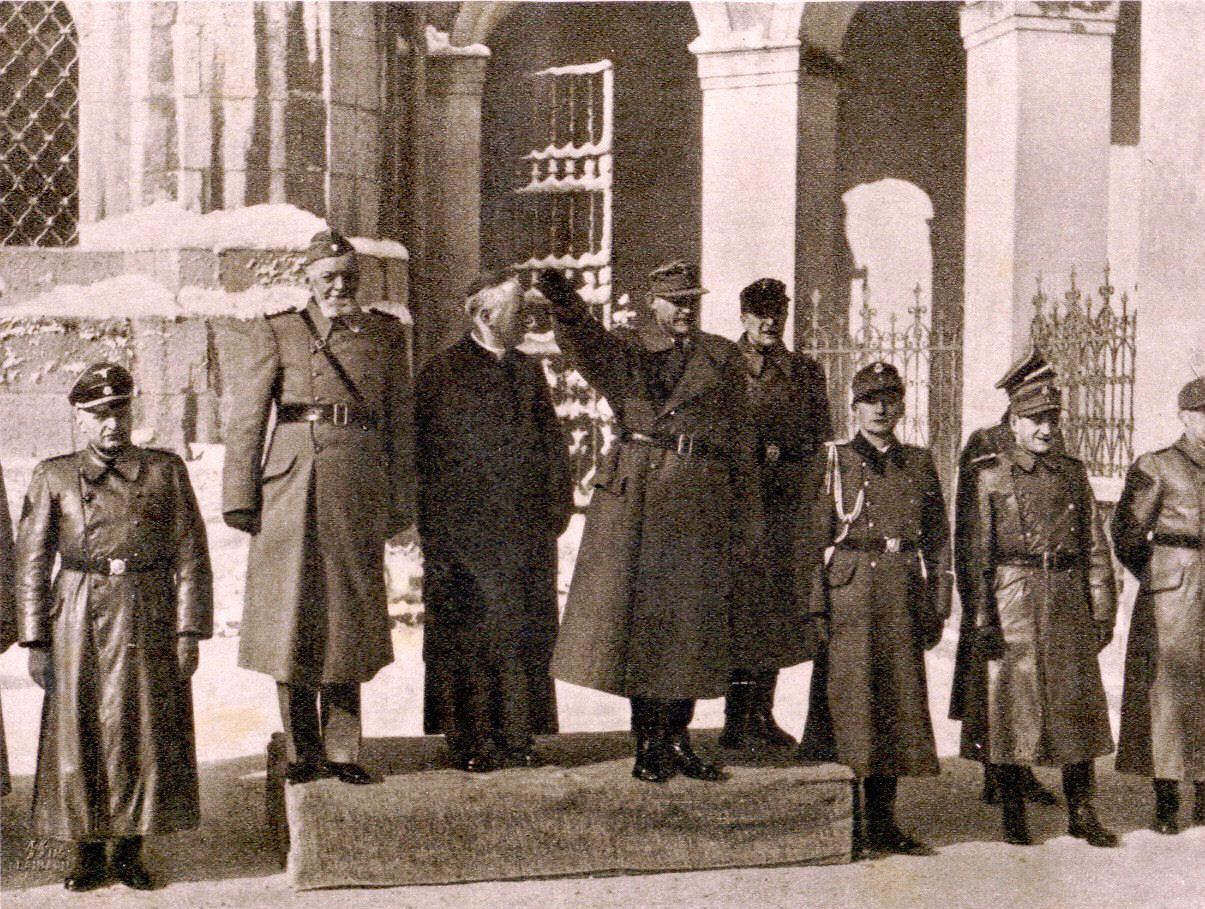
Leon Rupnik, Bispo Gregorij Rožman e General da SS Erwin Rösener revisam as tropas da Guarda Nacional em frente à Igreja das Ursulinas, Ljubljana, após o juramento de fidelidade da Guarda Nacional em 30 de janeiro de 1945.

Friedrich Rainer também propôs a criação da Guarda Nacional, que funcionava sob o comando do Tenente-General da SS, Erwin Rösener, que por sua vez se reportava diretamente ao Chefe da SS, Heinrich Himmler. :123Juntamente com Anton Kokalj, Ernest Peterlin e Janko Kregar, Rupnik também foi um dos fundadores da Guarda Nacional Eslovena, uma unidade militar auxiliar das SS, formada como uma milícia voluntária para combater o movimento de resistência partidária. A milícia foi organizada principalmente por membros de políticos anticomunistas eslovenos reunidos em torno da organização clandestina Aliança Eslovena (em esloveno:  Slovenska zaveza) em acordo com as forças de ocupação alemãs.  Logo após a formação da milícia em 23 de setembro de 1943, Rupnik nomeou-se comandante-em-chefe. 
Em sua primeira ordem à Guarda Nacional em 30 de setembro, Rupnik proclamou: "quem não está diretamente ligado à cooperação com o Exército Alemão ou a polícia é um bandido armado e deve ser atacado e destruído sem demora", instando seus homens a entregar capturou guerrilheiros para o exército alemão ou guarnição policial mais próxima.  Ele foi demitido por Rainer em 4 de novembro de 1943. :295Em setembro de 1944, foi nomeado inspetor-chefe da Guarda Nacional Eslovena, função praticamente sem competência. :295
Como presidente da administração provincial, Rupnik organizou uma burocracia em grande escala que tentou cobrir todas as esferas da vida civil, desde a administração local, à segurança social e às políticas culturais. Para o efeito, contou com dois grupos de assessores: de um lado, funcionários públicos maioritariamente apolíticos e funcionários culturais já activos no Reino da Jugoslávia (como Stanko Majcen e Narte Velikonja); por outro lado, envolveu vários jovens altamente ideológicos e fervorosamente pró-nazistas, como Ljenko Urbančič e o genro Stanko Kociper.  :96–97 Rupnik conseguiu manter quase todas as instituições culturais e educacionais eslovenas funcionando sob a ocupação nazista. Em 1944, ele conseguiu renomear a "Academia de Ciências e Artes de Ljubljana" para Academia Eslovena de Ciências e Artes.
Ao longo da sua presidência, Rupnik manteve total lealdade às autoridades alemãs de ocupação nazista. Em 1944 enquanto Rupnik servia como presidente da administração provincial de Ljubljana a Polícia da Guarda Nacional Eslovena prendeu os restantes judeus que até então tinham conseguido esconder-se na cidade e os entregou às autoridades nazis que os enviaram para Auschwitz e outros campos de concentração.  Organizou vários "comícios anticomunistas", nos quais proferiu discursos violentos contra a Frente de Libertação do Povo Esloveno, os Aliados Ocidentais e a "Conspiração Judaica Mundial". Ele manteve contatos amigáveis com o general SS Erwin Rösener,   que mais tarde foi condenado por crimes de guerra.
Como inspetor-chefe da Guarda Nacional Eslovena, Rupnik liderou a Guarda Nacional em dois juramentos de lealdade - o primeiro no aniversário de Hitler, em 20 de abril de 1944, e depois no 12º aniversário da chegada dos nazistas ao poder, em 30 de janeiro de 1945.  Nos seus juramentos, os Guardas Internos juraram lutar juntamente com as SS e a polícia alemã, sob a liderança do Führer, contra as guerrilhas comunistas e os seus aliados. :124–125 Rupnik discordou de todas as tentativas de membros do Pacto Esloveno e de alguns líderes militares da Guarda Nacional Eslovena de se levantarem contra os nazis, nem interveio quando vários dos seus antigos colaboradores foram presos pelos nazis e enviados para o campo de concentração de Dachau. :100

### Antissemitismo
Conhecido por suas opiniões antissemitas e abertamente pró-nazistas antes da guerra, :91Rupnik era um notório antissemita, que escreveu panfletos antissemitas e fez discursos antissemitas. Alguns exemplos notáveis incluem:

Numa palestra que proferiu em Ljubljana em 1944, intitulada "Bolchevismo: uma ferramenta do Judaísmo internacional" e com o subtítulo "Esforços Judaicos em direção à supremacia global", Rupnik afirmou:
O ódio dogmático e directo dos Judeus por todos os que não são Judeus é finalmente desafiado em todo o lado por uma revolta da nação natal que, mais cedo ou mais tarde, remove todos os parasitas do seu país ou limita por lei a sua actividade económica, religiosa e política.
Em palestra em Polhov Gradec, em 5 de junho de 1944, Rupnik afirmou:
Com sólida confiança na justiça do líder da Europa, da nação alemã, devemos calmamente e com todo o fanatismo liderar a batalha contra a supremacia global judaica ao serviço dos bandidos de Estaline e de Tito e dos seus assistentes, gangsters anglo-americanos.
Na cerimônia em que a Guarda Nacional prestou juramento de lealdade,  em 30 de janeiro de 1945, Rupnik anunciou:
Se o soldado alemão e vocês, meus corajosos soldados da Guarda Nacional, permitissem que estes mercenários judeus florescessem, eles ainda assim matariam todos os pensadores decentes, crentes na nação e na pátria de verdadeiro nascimento esloveno, juntamente com os seus filhos - ou faremos bucha de canhão ou escravos deles, roubam suas propriedades, casas, aldeias, devastam o corpo nacional e reprimem os judeus. Estas são as nações da Europa, a nossa pátria mais ampla, em cujo centro a maior nação alemã assumiu para si a luta contra a corrupção judaica do mundo.

## Prisão, julgamento e execução
Em 5 de maio de 1945, Leon Rupnik fugiu para a Áustria com um pequeno grupo de 20 colaboradores. Ele foi preso pelos britânicos em 23 de julho e retornou à Iugoslávia em janeiro de 1946. Ele foi levado a julgamento ao lado de Rösener e outros, e foi condenado à morte por traição em 30 de agosto de 1946.  Ele foi executado por um pelotão de fuzilamento em 4 de setembro de 1946  no cemitério de Žale, em Ljubljana, e foi enterrado no mesmo dia em uma cova anônima.  Em Janeiro de 2020, o Supremo Tribunal da Eslovênia anulou a sentença judicial de 1946 por não cumprir as normas jurídicas necessárias em vigor no momento do julgamento.  
Em resposta, o Centro Simon Wiesenthal condenou a anulação, afirmando que Rupnik "desempenhou um papel importante na prisão e deportação de judeus de Ljubljana em 1943 e 1944".  Observaram ainda que "Esta decisão vergonhosa constitui uma distorção chocante da história do Holocausto e um insulto horrível às muitas vítimas de Rupnik e às suas famílias. Solicitamos que transmitam prontamente o nosso protesto às autoridades eslovenas pertinentes para que as medidas adequadas possam ser tomadas. tomadas para desfazer os enormes danos causados por esta decisão injusta do Supremo Tribunal da Eslovênia". Como muitos compreenderam a decisão do tribunal de constituir reabilitação política, foram emitidas declarações  que este não era o caso.  